# Periboeum aduncum
Periboeum aduncum är en skalbaggsart som beskrevs av Dilma Solange Napp och Martins 1984. Periboeum aduncum ingår i släktet Periboeum och familjen långhorningar. Inga underarter finns listade i Catalogue of Life.